# Pyralis regalis
Pyralis regalis is een vlinder uit de familie snuitmotten (Pyralidae). De wetenschappelijke naam is voor het eerst geldig gepubliceerd in 1775 door Denis & Schiffermüller. Als Nederlands naam werd sultanmotje voorgesteld.
De soort komt voor in Europa. In België werd hij voor het eerst in 2014 waargenomen.